# Pomarolo
Pomarolo – miejscowość i gmina we Włoszech, w regionie Trydent-Górna Adyga, w prowincji Trydent.
Według danych na rok 2004 gminę zamieszkiwało 2125 osób, 236,1 os./km².